# 韩阶
韩阶（?—?），晉朝長沙人。湘州刺史、譙王司馬承征辟其為議曹祭酒，不久轉任西曹書佐。王敦之亂爆發後，司馬承起兵反對王敦失敗，被王敦將領魏乂俘虜，要被送到武昌，韓階與武延等一路跟隨。司馬承在路上被王敦下令殺害後，韓階與武延親自負責收葬。

## 延伸阅读
[在维基数据编辑]
 《晉書·卷089》，出自房玄齡《晉書》